# Roncus hajnehaj
Espèce
Roncus hajnehaj est une espèce de pseudoscorpions de la famille des Neobisiidae.

## Distribution
Cette espèce est endémique du Monténégro. Elle se rencontre à Sutomore dans la grotte Haj Nehaj Pećina.

## Description
Les femelles mesurent de 2,73 à 2,795 mm.

## Étymologie
Son nom d'espèce lui a été donné en référence au lieu de sa découverte, la grottes Haj Nehaj Pećina.

## Publication originale
- Ćurčić, Dimitrijević & Puljas, 2009 : Roncus hajnehaj n. sp. (Neobisiidae, Pseudoscorpiones), a new endemic cave pseudoscorpion from Montenegro. Archives of Biological Sciences, vol. 61, no 3, p. 531-535.